# Parc archéologique de Urbs Salvia
Le Parc archéologique de Urbs Salvia est situé dans la commune d'Urbisaglia (province de Macerata), dans la région des Marches en Italie.
C'est le parc archéologique le plus étendu de la région.

## Histoire

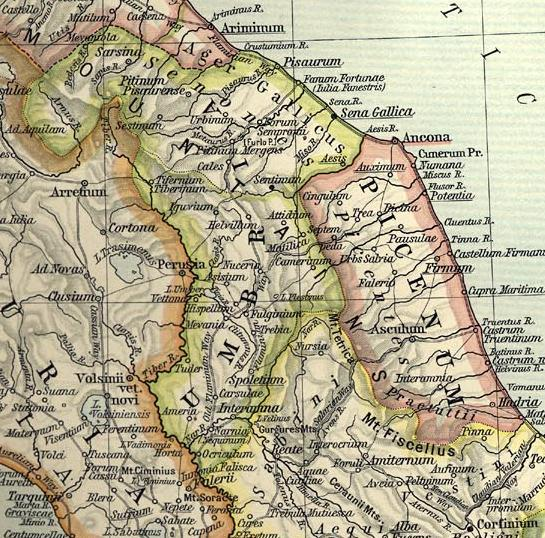
Regio V Picenum et VI Umbria

Ville de la Regio V Picenum, Urbs Salvia est née comme colonie romaine, au IIe siècle av. J.-C., au croisement entre deux importants axes routiers : le premier, faisant fonction de decumanus maximus, reliait Firmum (Fermo) à Septempeda (San Severino Marche) ; l'autre, qui dans sa partie urbaine constituait le cardo maximus de la ville, était la Via Salaria Gallica, une route qui traversait les différentes vallées de la région Marches en direction Sud-Nord et qui menait de Ausculum (Ascoli Piceno) jusqu'à la Via Flaminia.
Après l'abandon des structures républicaines, la ville a été complètement reconstruite, en suivant un projet unitaire aménagé à l'époque d'Auguste et terminé par des interventions successives sous les règnes de Tibère et Claude, parmi lesquelles la réalisation de la structure Temple-Cryptoportique dédiée à la déesse Salus Augusta. La monumentalisation de la ville a trouvé son apogée à l'âge des Flaviens, surtout grâce à l'évergétisme de quelques notables locaux qui s'étaient enrichis en faisant leurs services pour les empereurs.

La destruction et l'abandon de la ville sont associés au passage des Wisigoths conduits par Alaric en 408-409 ap. J.-C. En réalité, en cette occasion la ville a été pillée et partiellement détruite, mais pas abandonnée ; en effet, l'historien byzantin Procope de Césarée, qui a vu Urbs Salvia au milieu du VIe siècle (il faisait partie de la suite du général Bélisaire), parle d'une ville qui n'est pas relevée de ses ruines.

Graduellement, les habitants ont abandonné la ville romaine pour se déplacer au sommet de la colline de San Biagio, où ils ont donné origine au Castro de Orbesallia, le premier noyau de la moderne Urbisaglia.
Dante Alighieri évoque cette période de décadence de la ville dans sa Divine Comédie:

« Se tu riguardi Luni e Urbisaglia

Come son ite e come se ne vanno

Di retro ad esse Chiusi e Sinigaglia

Udir come le schiatte si disfanno

Non ti parrà cosa nova né forte

Poscia che le cittadi termine hanno. »

### Origine du nom
Urbs Salvia a un nom très particulier : des toutes les villes de l'Empire romain, aucune n'a eu l'honneur de s'appeler Urbs, évidemment sauf Rome, la ville par excellence.

Pour ce qui concerne le nom Salvia, il y a deux hypothèses :
- le nom viendrait de la famille des Salvii (considéré comme peu plausible, car d'habitude c'était la ville qui donnait son nom aux esclaves libérés et pas vice versa) ;
- le nom viendrait du culte de la déesse Salus, liée à des pratiques thérapeutiques  et à la présence dans l'endroit d'eaux de source douées de vertus médicamenteuses (hypothèse la plus accréditée). À Urbs Salvia cette divinité était mieux connue dans l'acception de Salus Augusta, car, à partir de l'époque de Tibère, elle fut marquée par une connotation politique forte aussi, unie au culte impérial. À cette divinité a été dédié l'ensemble Temple-Cryptoportique.

## Le parc archéologique
Il couvre une surface de 40 hectares environ, ce qui en fait le plus considérable de la région Marches. À travers un sentier très confortable long d'un kilomètre à peu près, on peut descendre de la colline de San Biagio (où est situé le centre historique médiéval du village actuel)  jusqu'au fond de la vallée, délimité à l'est par le talus sur le fleuve Fiastra.
 On peut ainsi observer dans son ensemble la structure de la ville romaine, organisée sur une succession de terrasses artificielles, qui donnaient une empreinte hellénistique caractéristique à l'installation urbaine.
On peut visiter, dans l'ordre, le Réservoir de l'aqueduc romain, le Théâtre, l'Edificio a nicchioni (un bâtiment caractérisé par de grandes niches qui faisait fonction de mur de soutènement), l'ensemble Temple-Cryptoportique dédié à la déesse Salus Augusta et l'Amphithéâtre.

Les murs d'enceinte sont bien visibles, conservés sur des centaines de mètres sur trois de ses quatre côtés.

## Le Réservoir

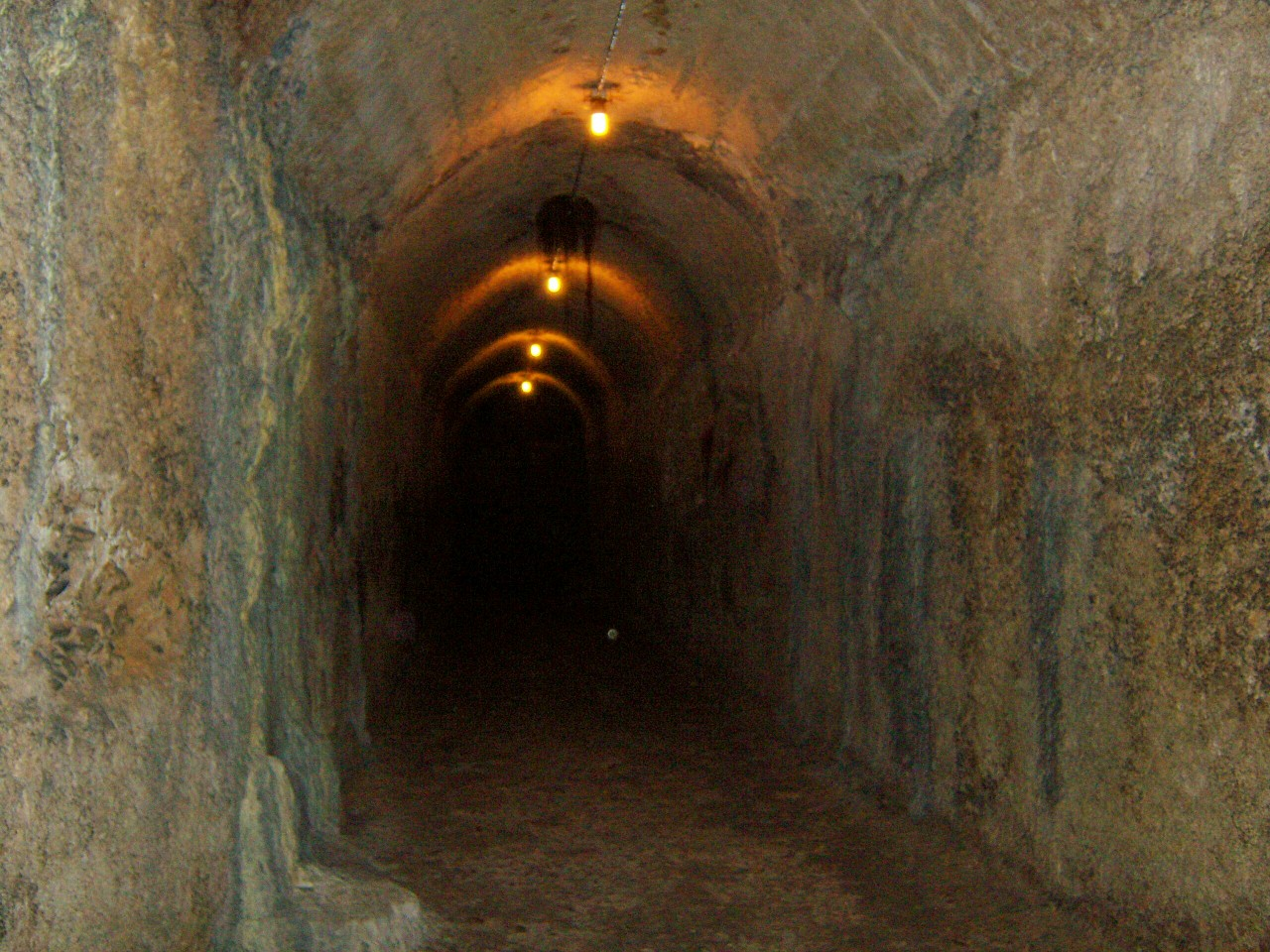
Réservoir de l'aqueduc, Urbs Salvia

Le réservoir de l'aqueduc romain se trouve au sommet de la colline de San Biagio, à l'endroit le plus haut de la ville ancienne : de cette façon, l'eau pouvait atteindre la ville en bas par gravité. 

Il était utilisé pour recueillir, garder et faire décanter l'eau provenant de l'aqueduc, avant que celle-ci s'écoulât le long du système de distribution de la ville. Le réservoir, auquel on accède par un couloir étroit, se compose de deux galeries communicantes ayant la capacité de 1000 m3 d'eau, revêtues de mortier de tuileau (enduit hydraulique de couleur rougeâtre, car il est formé de tuiles ou de briques broyées) afin de les imperméabiliser.
On voit encore aujourd'hui les conduites d'alimentation et de distribution de l'eau, ainsi que les regards percés dans la voûte (lumina), utilisés pour le contrôle du niveau et de la qualité de l'eau et pour la ventilation.

## Le Théâtre

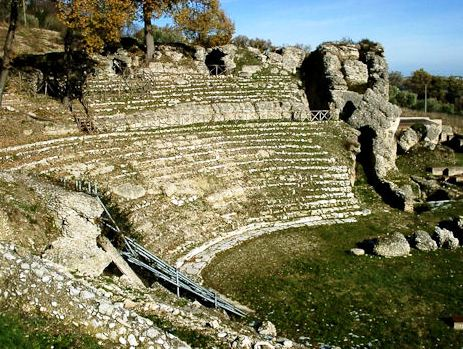
Théâtre romain, Urbs Salvia

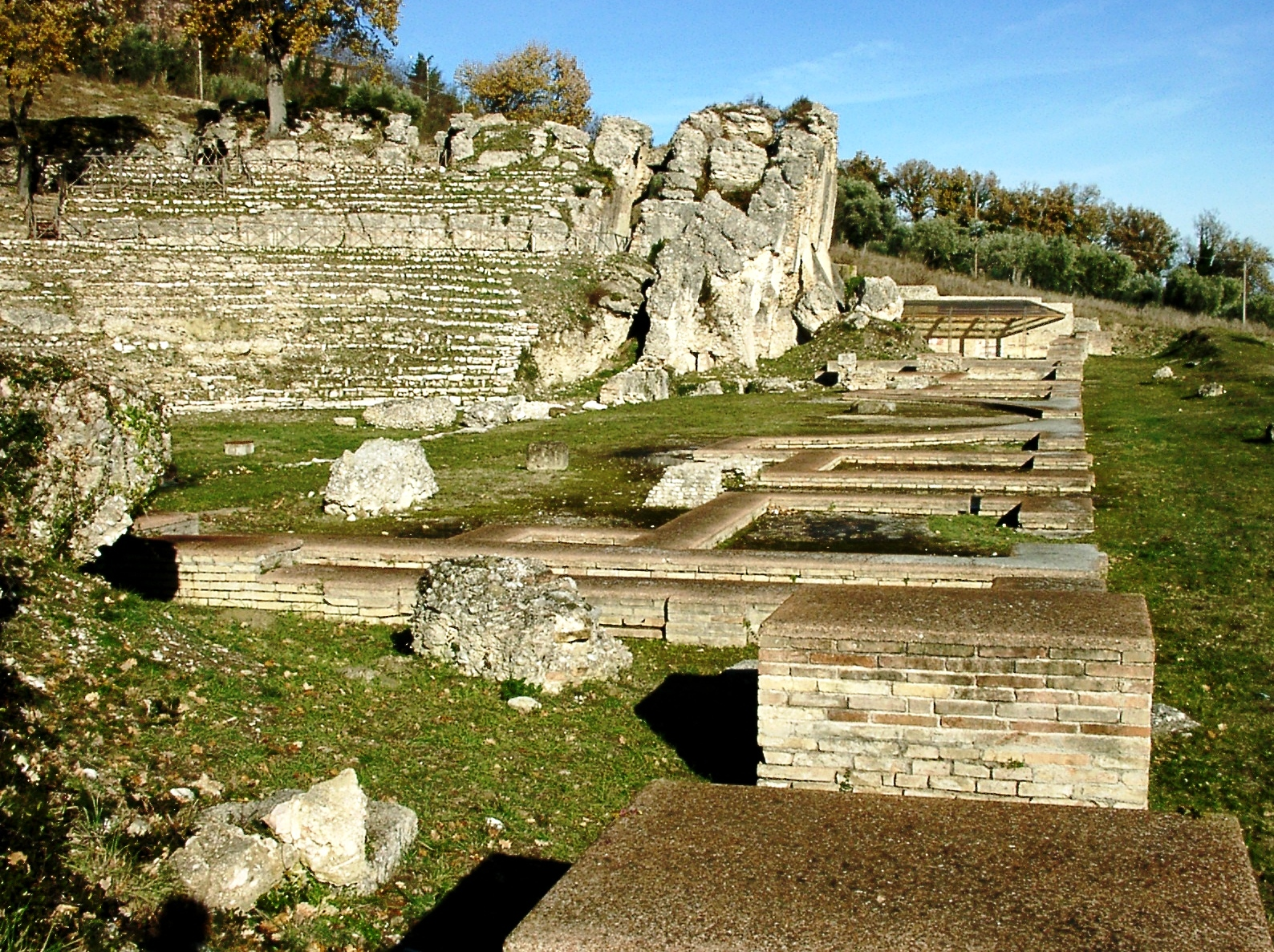
Théâtre romain, Urbs Salvia

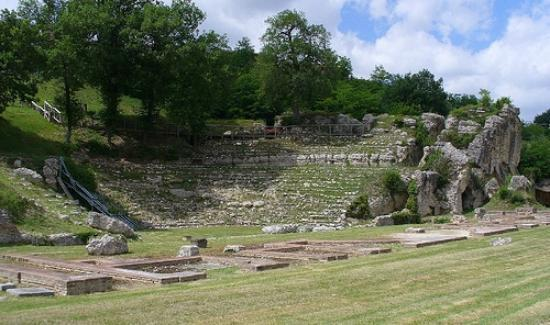
Théâtre romain, Urbs Salvia

Situé en position dominante sur une des terrasses les plus élevées, le théâtre est un des édifices les plus monumentaux de la ville : en effet, c'est un des plus grands d'Italie et le seul qui garde consistantes traces de fresques.

Construit avant le 23 ap. J.-C. par volonté de Gaio Fufio Gemino (it), il est adossé à la pente de la colline, en suivant modalités constructives  de dérivation grecque.

Il a été réalisé en opus latericium sur noyau de ciment, et il a subi déjà des dommages à l'époque antique, causés par les éboulements de la colline.
Le couloir annulaire qui entoure la cavea était utilisé par les spectateurs pour se répartir dans les trois ordres de grands escaliers, mais il devait aussi soutenir la poussée exercée par la colline au-dessus et drainer les infiltrations d'eau. Au sommet des gradins, divisés en six coins, on a identifié les restes d'un petit temple (probablement dédié à Apollon) qui dominait le théâtre.

La scène du théâtre, dont on voit encore les fondations, présente au centre une exèdre semi-circulaire où se trouvent la Porta Regia (c'est-à-dire la porte d'entrée pour les acteurs principaux) et les deux Portae Hospitales latérales (les portes réservées à l'entrée des acteurs sécondaires); on peut remarquer aussi les canalisations complexes et les locaux de service.

Derrière la scène, une terrasse ample, soutenue sur trois côtés d'un mur puissant, contenait un portique quadrangulaire très large, ce qu'on nomme Porticus post scaenam, dont des fouilles récentes, maintenant couvertes, ont remis au jour les plinthes des colonnes en briques.

Pendant les campagnes de fouille du théâtre, commencées déjà au XVIIIe siècle, on a découvert plusieurs fragments décoratifs, parmi lesquels une tête d'Apollon et deux statues acéphales, aujourd'hui gardées dans le Musée archéologique national de Urbisaglia.

## L'Edificio a nicchioni
L'Edificio a nicchioni se trouve sur une terrasse intermédiaire entre le plateau du théâtre, situé au-dessus, et le forum. 

Il s'agit d'un mur de soutènement qui faisait fonction de liaison scénographique parmi les différents niveaux de la ville. 
Le mur est formé de 6 larges niches, ayant le but de contenir le terrain en dessus, et il était caché par un cryptoportique, qui peut-être se constituait de trois galeries sur 2 nefs, dont deux sont encore visibles et décorées de fresques aujourd'hui peu lisibles. Le cryptoportique entourait la place devant l'Edificio a nicchioni, laquelle s'ouvrait sur le Forum.

Aux temps modernes, on a employé des matériaux romains de cet édifice pour la construction des fermes aux alentours, dont la Direction générale pour les Monuments Archéologiques des Marches et l'Université de Macerata se servent pour étudier et garder les matériaux mis au jour pendant les fouilles encore en cours.

À remarquer, le four à bois, accessoire typique des bâtiments ruraux de la première moitié du XXe siècle, construit près du mur a nicchioni.

## L'ensemble Temple-Cryptoportique de laSalus Augusta
Situé dans un temenos, l'ensemble Temple-Cryptoportique dédié à la Salus Augusta s'ouvrait sur la Via Salaria Gallica, qui constituait le cardo maximus de la ville, et donnait sur le forum avec un grand effet scénographique.

Actuellement, il reste très peu du Temple, qui était prostyle hexastyle : on peut voir une partie du podium et des traces des murs mitoyens intérieurs, d'où on peut observer la subdivision en pronaos et cella, qui se terminait par une abside où se trouvait probablement la statue de la déesse.

On pouvait accéder au temple grâce à deux grands escaliers latéraux symétriques, qui conduisaient à une plateforme d'où un autre escalier central menait directement au pronaos.

Le Cryptoportique est une structure semi-souterraine formée par quatre galeries (dont trois sont divisées en deux nefs par des piliers centraux, tandis que la quatrième faisait fonction de couloir d'accès) qui entourent le temple.

Les galeries étaient complètement décorées par des fresques, encore visibles, surtout dans le bras méridional. Il s'agit de décorations rapportables au IIIe style pompéien, divisées en trois bandes horizontales: la plinthe imite une base marmoréenne et est dotée de petits panneaux qui représentent des masques des Gorgones ; la bande centrale est occupée d'une suite de panneaux qui représentent des trophées militaires, où l'on peut distinguer encore aujourd'hui casques, boucliers, lances, etc. ; la bande supérieure, partiellement conservée, présente des scènes de chasse et des figurations naturalistes d'animaux exotiques, ainsi que des masques de la lune.

Les sujets iconographiques choisis se réfèrent à la propagande d'Auguste et impériale.

## Les murs d'enceinte
Les murs de Urbs Salvia sont un des exemples de fortifications mieux conservées des Marches.

Rèalisés plus comme marque de prestige de la ville que comme système défensif, les murs d'enceinte ont à peu près un périmètre de 2500 mètres, entourant une surface de 40 hectares environ; ils sont restés presque entiers dans le côté Nord et pour une large part dans les côtés Sud et Est, tandis que le côté Ouest a presque complètement disparu. La courtine, réalisée en béton et parement en briques, est rythmée par des tours de guet à plan polygonal.

On voit aujourd'hui deux des quatre portes qui s'ouvraient le long des murs: la Porte Nord (sur la Via Salaria Gallica), aussi appelée porte à "mesopirgo" à cause de l'espace trapézoïdal qui se trouve au-devant, et la porte orientale (qui se trouvait sur la route en provenance de Firmum), dite aussi Porte Gemina, car elle est caractérisée par deux portées. Les ruines de la porte Gemina sont aujourd'hui visibles, englobées dans une ferme du XIXe siècle.

### Monuments funéraires
Près de la Porte Nord de la ville, on peut voir deux monuments funéraires en forme de tour, dont seulement le noyau de ciment intérieur est resté. À l'origine, ces monuments, utilisés pour le rite de l'incinération (en effet ils gardaient l'urne sacrée qui contenait les cendres des défunts), étaient recouverts de dalles en calcaire blanc et ils étaient dotés d'une inscription commemorative du défunt.

## L'Amphithéâtre

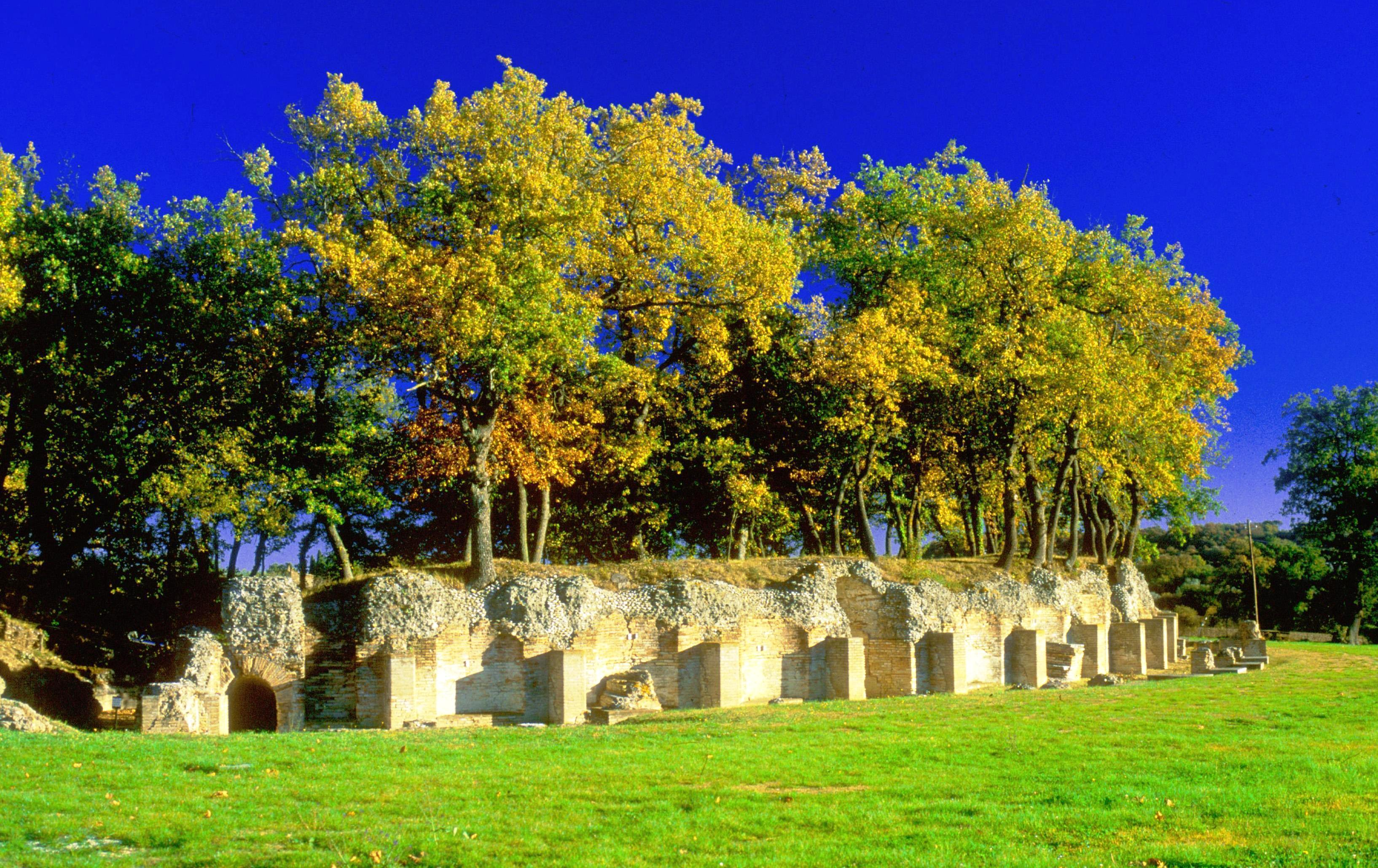
Amphithéâtre romain, Urbs Salvia

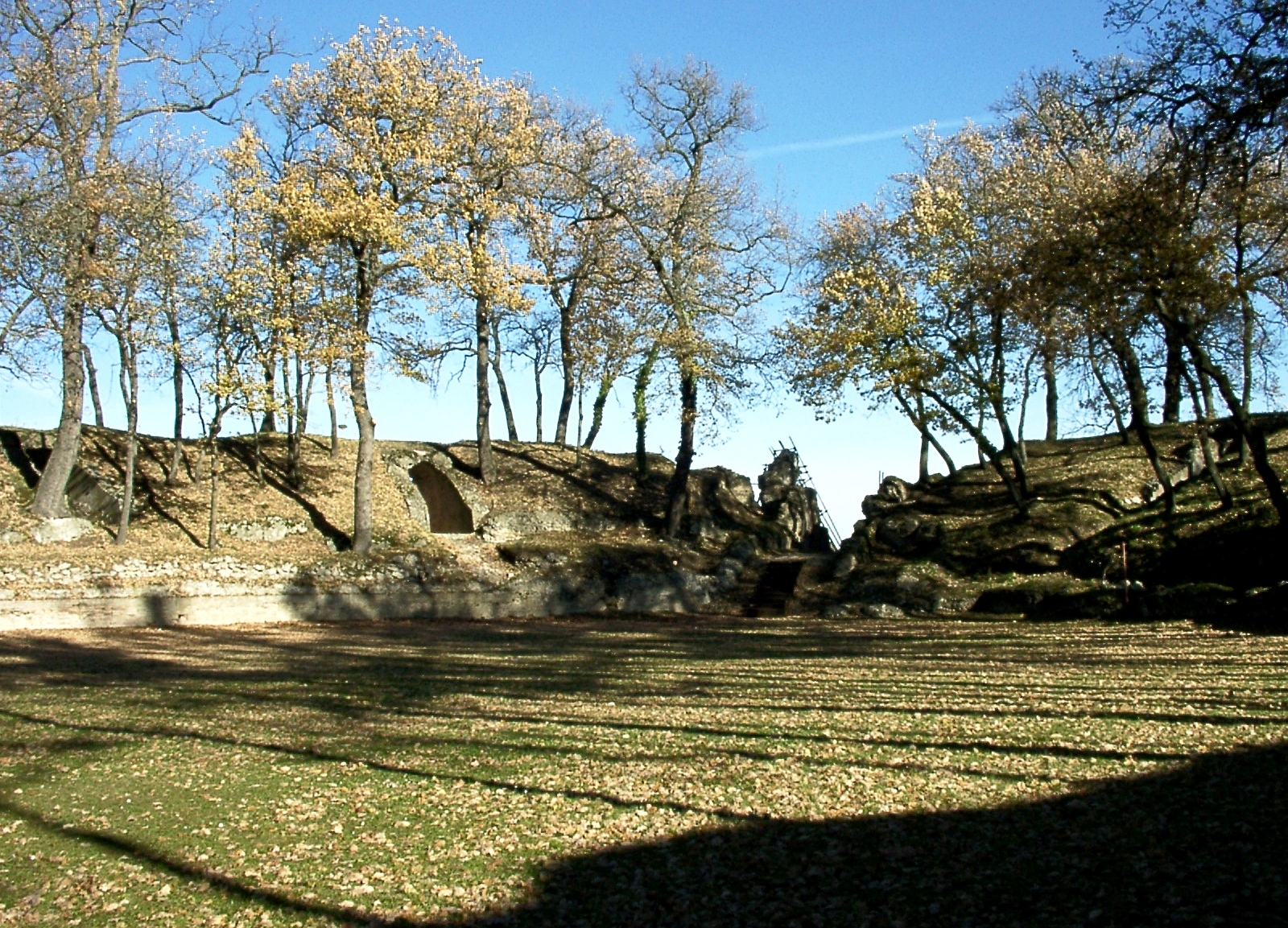
Amphithéâtre romain, Urbs Salvia

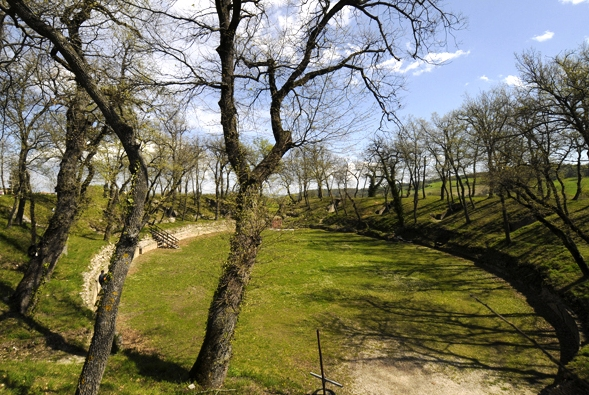
Amphithéâtre romain, Urbs Salvia

Situé hors des murs, afin de faciliter la circulation du public, mais aussi pour ne pas occuper de larges espaces dans la ville, c'est un des amphithéâtres romains mieux conservés des Marches.

Comme on peut lire sur les deux inscriptions gardées au Musée archéologique national de Urbisaglia, il a été bâti en l'an 81 ap. J.-C. environ par volonté de Lucius Flavius Silva Nonius Bassus, un des personnages les plus importants de Urbs Salvia.
L'amphithéâtre a une forme elliptique et avait une capacité de 5150 spectateurs : l'arène est 59 mètres de long et 35 mètres de large.

Réalisé en béton couvert de briques, alternées à des pierres en opus reticulatum mixtum, l'amphithéâtre a conservé son périmètre entier jusqu'à la première rangée des gradins, y compris le premier niveau de vomitoires (entrée pour le public).
Les deux entrées des gladiateurs dans l'arène, à l'origine couvertes par voûtes en berceau, sont disposées le long du grand axe N-S. En particulier, l'entrée Sud est flanquée d'un couloir étroit, qu'on peut reconnaître comme la Porta libitinensis, la porte dédiée à Libitina (déesse de la mort), utilisée pour l'évacuation des gladiateurs tués à la fin du combat. Dans l'arène, en outre, on peut voir les conduites d'arrivée et d'écoulement de l'eau, utilisée pour nettoyer l'arène du sang.

Le mur extérieur, caractérisé par les lacunes de briques qui rendent visible le noyau de ciment intérieur (la plupart des briques ont été emportées pendant le Moyen Âge pour construire le bourg de Urbisaglia et l'Abbaye de Chiaravalle di Fiastra), présente de larges niches, dont quelques-unes probablement contenaient des statues, tandis que d'autres étaient occupées par des marches qui conduisaient à l'étage supérieur.
Dehors, on voit encore les bases des piliers où reposaient les structures des étages supérieurs, en formant de cette façon un large portique extérieur à l'édifice scénique.

Dans l'amphithéâtre, aujourd'hui, une importante saison de théâtre classique ancien a lieu chaque année aux mois de juillet et août.

## Fouilles
Dès 1995, la ville romaine est objet de campagnes de fouille régulières réalisées par le Département d'Archéologie de l'Université de Macerata.
En particulier, ont été concentrés les travaux dans l'aire Sud de l'ensemble Temple-Cryptoportique, où ont été mises à jour des portions de routes pavées et deux édifices qui, à cause de leurs caractéristiques, ont été appelés Édifice du Puits  et Édifice des Eaux, et dans l'aire du Forum, où des ruines significatives des portiques qui entouraient la place et d'un probable édifice thermal ont été localisées.

## Source de traduction
- (it) Cet article est partiellement ou en totalité issu de l’article de Wikipédia en italien intitulé « Parco archeologico di Urbs Salvia » (voir la liste des auteurs) dans sa version du 2 novembre 2010.